# Javier
Javier – gmina w Hiszpanii, w Nawarze, o powierzchni 46,6 km². Położona na skrajnym wschodzie prowincji, granicząca z Saragossą.
W 2011 roku gmina liczyła 120 mieszkańców. Miejsce urodzenia św. Franciszka Ksawerego.